# Small Countries Association
Small Countries Association (SCA) är en av sex zonorganisationer inom Confédération Européenne de Volleyball (volleybollförbundet för Europa).
Zonorganisationen har sin bakgrund i spelen för små stater i Europa som spelats sedan 1985 där många av de stater vars förbund senare var med att starta SCA deltog. Organisationen har efter starten växt genom att Färöarna, Gibraltar, Grönland, Irland, Nordirland, Skottland och Wales blivit medlemmar. Organisationen har sitt säte i Reykjavik, Island, med ett administrativt kontor i Edinburgh, Skottland

## Medlemmar[1][2]
- Andorra (dam, herr)
- Färöarna (dam, herr)
- Gibraltar (dam, herr)
- Grönland (dam, herr)
- Irland (dam, herr)
- Island (dam, herr)
- Liechtenstein (dam, herr)
- Luxemburg (dam, herr)
- Malta (dam, herr)
- Monaco (dam, herr)
- Nordirland (dam, herr)
- San Marino (dam, herr)
- Skottland (dam, herr)
- Wales (dam, herr)

,

## Tävlingar
| Tävling        | Damer | Herrar |
| -------------- | ----- | ------ |
| Volleyboll     |       |        |
| Seniorlandslag | damer | herrar |
| Juniorlandslag | damer | herrar |
| Beachvolley    |       |        |
| Seniorlandslag | damer | herrar |
| Juniorlandslag | damer | herrar |